# Forte da Salga

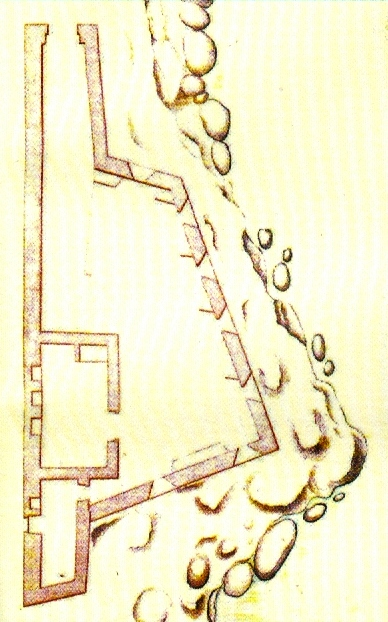
Forte da Casa da Salga (Francisco Xavier Machado, 1772, ANTT)

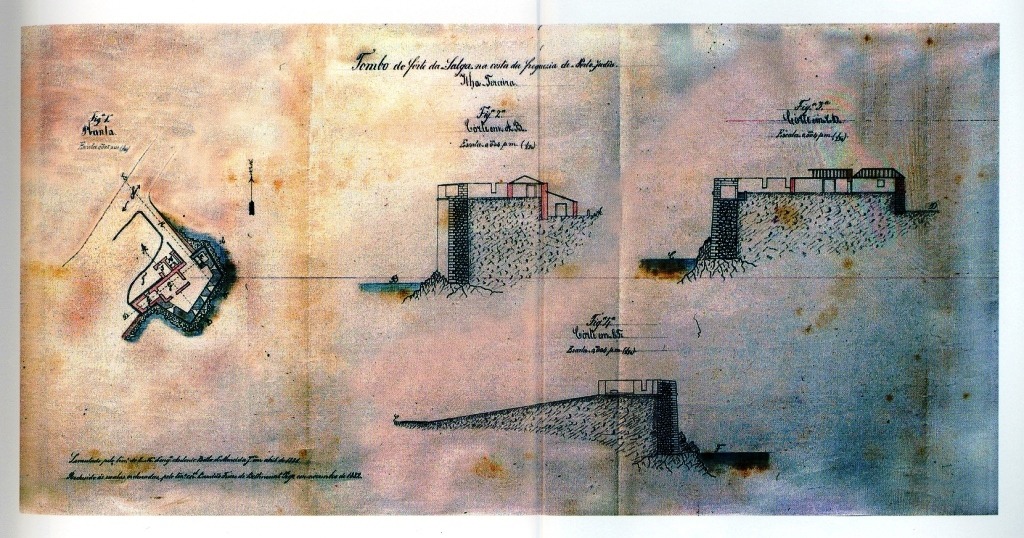
Planta do Forte da Salga (Almeida Jr.; Damião Pego, 1881-1882).

O Forte da Casa da Salga, comumente referido apenas como Forte da Salga, localizava-se na baía da Salga, na Vila de S. Sebastião, concelho de Angra do Heroísmo, na costa sudeste da ilha Terceira, nos Açores.
Em posição dominante sobre este trecho do litoral, constituiu-se em uma fortificação destinada à defesa deste ancoradouro contra os ataques de piratas e corsários, outrora frequentes nesta região do oceano Atlântico. Cruzava fogos com o Forte das Cavalas e com o vizinho Reduto da Salga.

## História
Foi uma das fortificações erguidas na Terceira no contexto da crise de sucessão de 1580 pelo então corregedor dos Açores, Ciprião de Figueiredo e Vasconcelos, conforme o plano de defesa da ilha elaborado por Tommaso Benedetto em 1567, após o ataque do corsário francês Pierre Bertrand de Montluc ao Funchal (outubro de 1566), intentado e repelido em Angra no mesmo ano (1566):
"Não havia naquele tempo [Crise de sucessão de 1580] em toda a costa da ilha Terceira alguma fortaleza, excepto aquela de S. Sebastião, posto que em todas as cortinas do sul se tivessem feito alguns redutos e estâncias, nos lugares mais susceptíveis de desembarque inimigo, conforme a indicação e plano do engenheiro Tomás Benedito, que nesta diligência andou desde o ano de 1567, depois que, no antecedente de 1566, os franceses, comandados pelo terrível pirata Caldeira, barbaramente haviam saqueado a ilha da Madeira, e intentado fazer o mesmo nesta ilha, donde parece que foram repelidos à força das nossas armas."
A seu respeito, DRUMMOND registou: "(...) concluíram-se a boa fortaleza da Salga e o reduto que lhe fica fronteiro e encruza a baía, estendendo-se-lhe um bom lanço de muralha. (...)."
Já existia à data da batalha da Salga (25 de julho de 1581). É mais preciso, entretanto, considerar-se que possa ter sido iniciado ainda na década de 1570, só tendo ficado operacional em 1582, após, portanto, aquela batalha.
No contexto da Guerra da Sucessão Espanhola (1702-1714) encontra-se referido como "A Fortaleza da Caza da Salga." na relação "Fortificações nos Açores existentes em 1710".
Com a instalação da Capitania Geral dos Açores, o seu estado foi assim reportado em 1767:
"5º - Forte da Salga. Precisa a sua porta ser feita de novo e as muralhas encascadas e rebuçadas; tem seis peças de ferro boas com os seus reparos capazes. Precisa para se guarnecer seis artilheiros e vinte e quatro auxiliares."
Encontra-se referido como "Forte da Casa da Salga" no relatório "Revista dos fortes e redutos da ilha Terceira", de Francisco Xavier Machado (1772), ilustrado com sete canhoneiras e edificações de serviço.
Encontra-se referido como "4. Forte da Caza da Salga" no relatório "Revista aos fortes que defendem a costa da ilha Terceira", do Ajudante de Ordens Manoel Correa Branco (1776), que lhe relata o estado:
"Achase retificado de novo, e sóm.e a caza do of.al da guarda; preciza rachada, goarnecida, e rebucada; os seus tetos compostos; hua tarimba; hua porta e hua janella."
No contexto da Guerra Civil Portuguesa (1828-1834), foi novamente guarnecido e artilhado. Desse período dele existe alçado e planta, com o título "Forte da Salga", de autoria do sargento-mor do Real Corpo de Engenheiros, José Rodrigo de Almeida (c. 1830).
A "Relação" do marechal de campo Barão de Bastos em 1862 informa que "As muralhas e alojamentos carecem de pequenos consertos."
Quando do Tombo de 1881 encontrava-se em condições razoáveis, agora com apenas cinco canhoneiras e dependências de serviço também pelo exterior.
Ao longo dos séculos, o abandono, a erosão marinha e a falta de conservação por parte dos poderes públicos, conduziram à ruína da estrutura.
No contexto das comemorações do 4° Centenário da Batalha da Salga, cogitou-se, em 1980, o restauro do forte, que entretanto não aconteceu. No início da década de 1990, os seus remanescentes foram arrasados para ampliação do parque de campismo, nada mais restando em nossos dias.

## Características
Apresenta planta quadrangular irregular, em cantaria, com muralhas muito aprumadas. Entretanto, por estar construído junto à beira-mar, a rebentação muitas vezes se dava nas muralhas do forte.
As suas muralhas eram rasgadas primitivamente por sete canhoneiras. À época do Tombo de 1881 conservava apenas cinco, nas suas três faces voltadas para o mar.
Na entrada do forte, do lado esquerdo, erguia-se o paiol da pólvora, ao abrigo do terrapleno; do lado direito, erguiam-se duas casas pegadas, utilizadas como casa da guarnição, que tinham comunicação interior.
No exterior do forte existia outra casa, dividida em dois compartimentos independentes, servindo um de cozinha e outro de armazém ou quartel.
A área ocupada pelo forte, casas, rampa de acesso e uma faixa de terreno anexa em frente ao muro de gola era de 512 metros quadrados.
O forte era acedido por uma rampa com vinte metros de comprimento, ao fim de um caminho público e irregular que, margeando o litoral, era destinado a dar servidão aos diferentes pontos da costa sul e este da ilha.